# Elemento neutro
Em matemática, um elemento neutro (ou identidade), é qualquer elemento cuja utilização numa operação binária bem definida não causa alteração de identidade no outro elemento com o qual entra em operação — por essa razão simples a justificar a sua neutralidade operacional. Também pode ser chamado simplesmente — quando não houver possibilidade de confusão ou pelo uso estrito em domínio específico, inambíguo ou unívoco — de neutro ou ainda de identidade (menos frequente).
Esta, contudo, é uma definição simples ou ingênua da ideia de elemento neutro. A sua conceituação ou definição formal passará a ser apresentada logo a seguir.
Trata-se de conceito universal, cuja generalização lógica integra o conjunto de ideias que conduzem ao alcance — ou melhor, projetam o alcance — da extraordinária estrutura de unidade da Matemática.

## Nomenclatura
Elemento neutro também costuma ser chamado de elemento identidade, embora a primeira forma seja quase unânime entre as culturas. Com efeito, como um elemento com tal propriedade não causa alteração na identidade (natureza ou valor) do elemento com o qual é operado binariamente, é compreensível chamá-lo também "elemento identidade", no sentido de "elemento [que, doutro envolvido operando, preserva a] identidade". Essa nomenclatura, porém, é minoritariamente utilizada. Basta observar que a quase totalidade das culturas prefere o equivalente vernáculo de "elemento neutro".

## Definição formal
Dado um grupóide S, ou seja, um conjunto C munido de uma operação binária * (representa-se por S = (C, *)), dado um elemento {\displaystyle e\in C\,} tem-se que, se para todo a:
- "e * a = a" e também "a * e = a", então o elemento e é dito "elemento neutro bilateral", "elemento neutro irrestrito" ou "elemento neutro" simplesmente, pois aplicado à esquerda ou aplicado à direita do outro operando, não altera o valor de a;
- e * a = a, então e é um "elemento neutro à esquerda";
- a * e = a, então e é um "elemento neutro à direita";
- e * a = a, mas existe algum X para o qual X * e ≠ X: o elemento é dito "elemento neutro à esquerda" ou, mais rigorosamente, "elemento neutro à esquerda apenas", pois só operado à esquerda inaltera o outro operando (operado à direita pode causar uma alteração);
- a * e = a, mas existe algum X para o qual e * X ≠ X: o elemento é dito "elemento neutro à direita, ou, mais rigorosamente, "elemento neutro à direita apenas", pois só operado à direita inaltera o outro operando (operado à esquerda causa-lhe alteração: não é, pois, neutro).

## Propriedades
- Se existe um elemento neutro à direita e um elemento neutro à esquerda, então eles são iguais. A prova é simples: seja d um elemento neutro à direita e e um elemento neutro à esquerda. Como d é um elemento neutro à direita, temos que e * d = e. Como e é um elemento neutro à esquerda, temos que e * d = d. Logo e = d.
- O elemento neutro, se existe, é único. Se existem dois elementos neutros e e d, então pela propriedade acima eles são iguais.

## NeutroeInverso
A ideia de elemento neutro, em matemática — lato sensu, para incluir as lógicas, as lógicas matemáticas, a semiologia etc. — conecta-se logicamente com a ideia de elemento inverso, nos seguintes termos:
- Dado um conjunto {\displaystyle C} e um elemento {\displaystyle a} a ele pertencente, chama-se elemento inverso composicional, relativamente a uma dada lei de composição definida por {\displaystyle *} que tenha {\displaystyle e} como elemento neutro, a qualquer elemento {\displaystyle b} tal que:

{\displaystyle a*b=b*a=e}
Para fixação imediata e simples de ideias, ao se tratar de conjuntos numéricos unidimensionais (aqueles definidos sobre um espaço vetorial Rn = R1 = R, em que "R" figura como o conjunto dos números reais e "n" = 1 figura como a dimensão linear do espaço vetorial em exame), por exemplo, qualquer dos conjuntos numéricos que são subconjuntos amplos de R, fala-se mais comumente em:
1. Neutro aditivo: o elemento resultante ao se somar com um elemento (dado) o seu conjugado elemento inverso aditivo. Ele é, nestes casos, precisamente o número zero. Assim, -3 é o inverso aditivo de +3, pois (-3) + (+3) = 0. Por outro lado, +3 é o inverso aditivo de -3. Fala-se, então, em pares conjugados de inversos aditivos. Também: (+½ e -½), (+π e -π) etc... são outros pares conjugados de inversos aditivos. Costuma-se chamar ao inverso aditivo também elemento oposto aditivo (ou, simplesmente, oposto, quando não houver possibilidade de confusão, ou pelo uso do termo em domínio específico, inambíguo, unívoco). Ainda se usam os termos elemento simétrico aditivo ou, simplesmente — ressalva feita — simétrico.
2. Neutro multiplicativo: o elemento resultante ao se multiplicar por um elemento (dado) o seu conjugado elemento inverso multiplicativo. Ele é, nestes casos, precisamente o número um. Assim, 1/3 é o inverso aditivo de 3, pois (1/3) . (3) = 1. Por outro lado, 3 é o inverso multiplicativo de (1/3). Fala-se, também, em pares conjugados de inversos multiplicativos. Também: (2 e 1/2), (π e 1/π) etc... são outros pares conjugados de inversos multiplicativos. Costuma-se chamar ao inverso multiplicativo também elemento oposto multiplicativo (ou, simplesmente, oposto, quando não houver possibilidade de confusão, ou pelo uso do termo em domínio específico, inambíguo, unívoco). Também se usam os termos elemento simétrico multiplicativo ou, simplesmente — ressalva feita — simétrico.

Contudo, é preciso ter em mente que os exemplos relacionados às leis de composição "adição" e "multiplicação", conforme definidas sobre conjuntos numéricos sobre "Rn", não são os únicos, tampouco necessariamente os mais importantes irrestritamente — embora seja certo reconhecer que são muito importantes na prática do dia-a-dia. Com efeito, não apenas o matemático abstrato (o cientista, o pesquisador, o profissional...) lida com muitíssimos outros exemplos de inversos e de neutros, mas, também, o cidadão comum, frequentemente sem o saber sequer. Apenas para fixar ideias nesse domínio, suponha-se o seguinte exemplo simples: (1) alguém dá um passo adiante; (2) a seguir, esse alguém dá um passo atrás, retornando à posição originária; (3) é certo, pois, conhecer o par ("passo adiante" e "passo atrás") como par conjugado de "inversos de passo" (vetores unidimensionais?...) e o resultado (retorno ao ponto de partida) como o "elemento neutro de passo". Este exemplo — extremamente simples — foi citado para salientar a absoluta generalidade da presença de tais estruturas na lida abstrata e também na prática do dia-a-dia.

## Alguns exemplos
| Conjunto                                      | Operação                                                              | Elemento neutro                                                                                      |
| --------------------------------------------- | --------------------------------------------------------------------- | --- |
| Números reais                                 | + (adição)                                                            | 0 (número zero)                                                                                      |
| Números reais                                 | × (multiplicação)                                                     | 1 (número um)                                                                                        |
| Números reais                                 | ^ (exponenciação)                                                     | 1 (neutro à direita apenas)                                                                          |
| Matrizes m-por-n                              | + (adição)                                                            | Matriz nula                                                                                          |
| Matrizes quadradas n-por-n                    | × (multiplicação)                                                     | Matriz identidade                                                                                    |
| Qualquer função de um conjunto M por si mesma | Composição de funções)                                                | Transformação identidade                                                                             |
| Qualquer função de um conjunto M por si mesma | * (Convolução)                                                        | δ (Delta de Dirac)                                                                                   |
| Cadeia de caracteres, listas                  | Concatenação                                                          | Cadeia vazia, lista vazia                                                                            |
| Números reais estendidos                      | Mínimo/Ínfimo                                                         | +∞                                                                                                   |
| Números reais estendidos                      | Máximo/Supremo                                                        | −∞                                                                                                   |
| Subconjuntos de um conjunto M                 | ∩ (Interseção)                                                        | M |
| Conjuntos                                     | ∪ (União)                                                             | { } (Conjunto vazio)                                                                                 |
| Álgebra booleana                              | ∧ ("E" lógico)                                                        | ⊤ (Verdade)                                                                                          |
| Álgebra booleana                              | ∨ ("Ou" lógico)                                                       | ⊥ (Falsidade)                                                                                        |
| Superfícies fechadas                          | # (Soma conetada)                                                     | S²                                                                                                   |
| Apenas dois elementos {e, f}                  | Operação * definida por (1) e * e = f * e = e e (2) f * f = e * f = f | e e f são ambos neutros à esquerda, porém não existem neutros à direita ou tampouco Neutro bilateral |

Como se nota do último exemplo, é possível para um dado sistema (S,*) haver vários elementos neutros à esquerda. De fato, cada elemento pode ser um neutro à esquerda. De modo semelhante, pode haver vários elementos neutros à direita. Quando houver ambos os elementos neutros, o neutro à esquerda e o neutro à direita e se eles forem iguais entre si, então dir-se-á haver um elemento neutro bilateral simples ou — por simplicidade, quando não houver possibilidade de confusão, ou pelo emprego do termo em domínio específico, inambíguo, unívoco — apenas elemento neutro. Isso pode ser expresso pela seguinte sentença lógica:
Se l é um elemento neutro à esquerda e r é um elemento neutro à direita, então l = l * r = r.
Não pode haver mais que dois elementos neutros unilaterais. Quando houver dois, e e f, então e * f será necessariamente igual ou a e ou a f.
Sob o aspecto amplo matemático, todo-inclusivo e todo-exclusivo, são certamente possíveis álgebras que não tenham elemento neutro (ou, se se preferir, que tenham nenhum elemento neutro). Podem-se citar como exemplos triviais as operações binárias vetoriais produto escalar e produto vetorial, construídas sobre espaços vetoriais Rn (R = conjunto dos números reais e n (número natural) ≥ 1). No primeiro caso (o do produto escalar), a inexistência do elemento neutro deve-se ao fato de que, se os dois operandos são grandezas vetoriais, o seu resultado-produto, todavia, é uma quantidade escalar (um número real, lato sensu). Já no segundo caso, a inexistência do elemento neutro deve-se ao fato de que a direção de qualquer produto vetorial não-nulo é sempre ortogonal aos operandos, de modo que não é possível, por definição, obter um vetor-resultado com a mesma direção que a de qualquer dos operando.